# Koszysta
Die Koszysta ist ein Bergmassiv in der polnischen Hohen Tatra in der Woiwodschaft Kleinpolen  mit einer Maximalhöhe von 2193 m n.p.m. im Wielka Koszysta. Über den Kamm des Massivs verläuft die Grenze zwischen den Gemeinden Bukowina Tatrzańska (Ortsteil Brzegi) im Osten und Poronin (Ortsteil Murzasichle) im Westen.

## Lage und Umgebung
Unterhalb des Massivs liegen die Täler Dolina Waksmundzka und Dolina Pańszczyca. Das Massiv grenzt über den Bergpass Krzyżne an das Massiv des Wołoszyn im Osten und an das Massiv der Buczynowe Turnie im Süden.
Der Kamm des Massivs verläuft vom Bergpass Krzyżne zur Alm Palenica Białczańska wie folgt:
- Gipfel Waksmundzki Wierch, 2186 m
- Gipfel Wielka Koszysta, 2193 m
- Gipfel Mała Koszysta, 2014 m
- Bergpass Waksmundzka Przełęcz, 1418 m
- Gipfel Gęsia Szyja, 1489 m

In den Hängen befinden sich mehrere Höhlen, u. a. Koszowa Dziura, Wyżnia Koszowa Dziura und Jaskinia Koszowa. Die Höhlen dienen Bären als Winterlagerstätte.

## Etymologie
Der Name Koszysta lässt sich auf das polnische Wort kosić zurückführen, das Mähen bedeutet. Dies kann darauf zurückzuführen sein, dass die Hänge des Massivs bei der Almwirtschaft gemäht wurden.

## Flora und Fauna
Die Waldgrenze liegt bei 1600 Höhenmeter. Die Koszysta ist Rückzugsgebiet für Bären, Gämsen und Murmeltiere. Vor 1932 gehörte das Massiv der Familie Uznański und war Teil der Alm Hala Waksmundzka. Im Jahr 1932 erwarb der polnische Staat das Gebiet. Bereits seit 1936 stellt es ein streng geschütztes Naturreservat dar und ist damit länger geschützt als der Tatra-Nationalpark, der erst 1954 gegründet wurde.

## Tourismus
Das Gebiet stellt seit 1936 ein striktes Naturreservat dar. Es ist für Wanderer nicht zugänglich.

## Belege
- Zofia Radwańska-Paryska, Witold Henryk Paryski: Wielka encyklopedia tatrzańska. Poronin, Wyd. Górskie, 2004, ISBN 83-7104-009-1.
- Tatry Wysokie słowackie i polskie. Mapa turystyczna 1:25.000, Warszawa, 2005/06, Polkart, ISBN 83-87873-26-8.

## Panorama

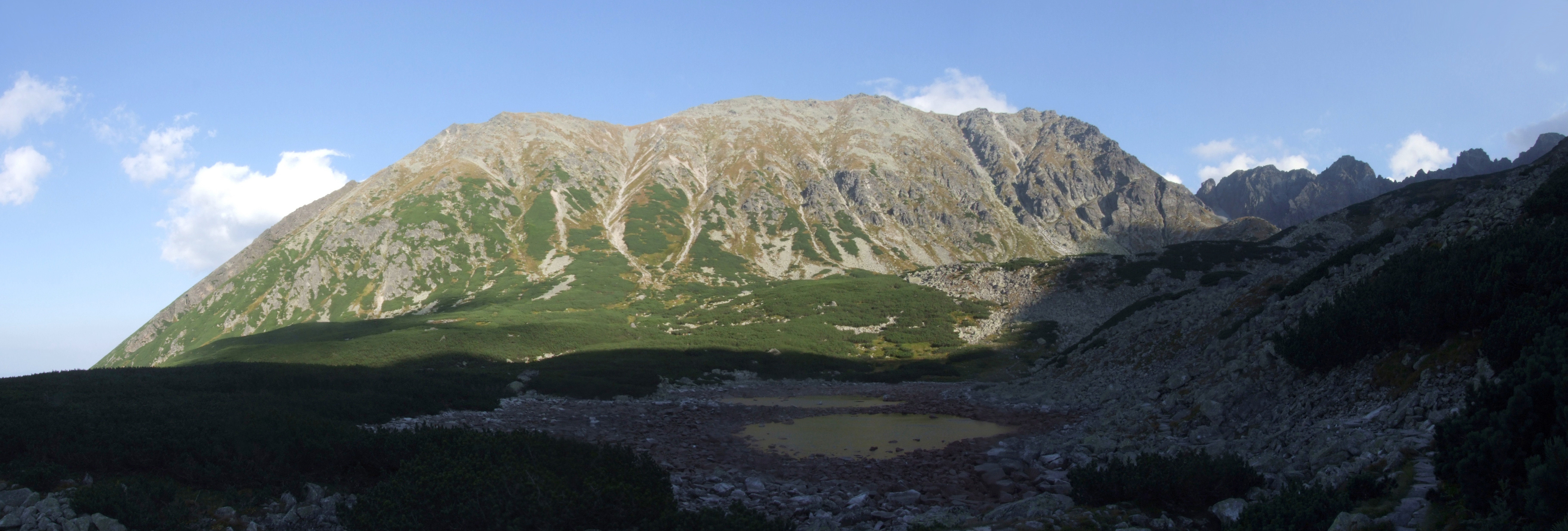
Panorama von dem Tal Dolina Pańszczyca, Bergsee Czerwony Staw Pańszczycki im Vordergrund